# Miguel Ángel Álvarez
Miguel Ángel Álvarez ("Johnny el Men"; * 25. August 1928 in San Juan; † 16. Januar 2011 in Guaynabo) war ein puerto-ricanischer Schauspieler und Filmregisseur.
Álvarez begann nach dem Schulbesuch in Bayamón seine Laufbahn als Schauspieler beim Rundfunk. Er wirkte an erfolgreichen Programmen wie El tremendo hotel (mit Ramón Rivero, José Luis Torregosa und Rafael Agudo) mit, trat in Radiosoaps unter Leitung von Edmundo Rivera Álvarez auf, bearbeitete Erzählungen Abelardi Díaz Alfaros für das Radio und produzierte die Serie Teatro del Mundo. Für diese adaptierte er Dramen, in denen er auch selbst auftrat.
Francisco Arriví holte ihn an das Theater, und er wirkte in dessen Produktionen Club de solteros, Caso del muerto en vida und María Soledad mit. Beim Festival de Teatro des Instituto de Cultura vertrat er den krankheitsbedingt verhinderten Schauspieler Jacobo Morales bei der Uraufführung von Edmundo Rivera Alvarez’ Stück El cielo se rindió al amanecer. Mit Juano Hernández trat er bei der Aufführung von Widows walk am Teatro de la Universidad de Puerto Rico auf.
International bekannt wurde Álvarez als Kinoschauspieler. Er drehte 34 Filme in neun Jahren und arbeitete mit Schauspielerkollegen wie Mario Moreno, Arturo de Córdova, Marga López, Tarzo, Fernando und Mapy Cortés zusammen. Als Regisseur drehte er für Columbia Pictures die Filme Arocho y Clemente, Dos contra el destino und Natas es Satán.
Für das Fernsehen arbeitete Álvarez als Synchronsprecher und trat in Serien und Fernsehfilmen auf. Als Komiker wurde er in der Rolle des Johnny El Men bekannt. Eine Hauptrolle hatte er in den 1970er Jahren in Manuel Méndez Ballesters Satire Los cocorocos. In den 1980er Jahren hatte er eine eigene Sendung bei Canal 13 und wirkte in Produktionen wie El Barrio Cuatro Calles und El kiosko Budweiser mit.